# Psiloderces limosa
Psiloderces limosa is een spinnensoort uit de familie Psilodercidae. De soort komt voor in Sumatra.